# Gladiolus tenuis
Gladiolus tenuis är en irisväxtart som beskrevs av Friedrich August Marschall von Bieberstein. Gladiolus tenuis ingår i släktet sabelliljor, och familjen irisväxter. Inga underarter finns listade i Catalogue of Life.